# Liste der Kulturdenkmäler in Dommershausen
In der Liste der Kulturdenkmäler in Dommershausen sind alle Kulturdenkmäler der rheinland-pfälzischen Ortsgemeinde Dommershausen einschließlich der Ortsteile Dorweiler, Eveshausen und Sabershausen aufgeführt. Grundlage ist die Denkmalliste des Landes Rheinland-Pfalz (Stand: 27. Oktober 2023).

## Denkmalzonen
| Bezeichnung                           | Lage                                                       | Baujahr                             | Beschreibung | Bild                           |
| ------------------------------------- | ---------------------------------------------------------- | ----------------------------------- | --- | ------------------------------ |
| Denkmalzone Hügelgräber Dommershausen | Dommershausen, nordöstlich des Ortes; Distrikt Widdig Lage |                                     | Hügelgräber, davon zwei ausgebildete Wallanlagen (möglicherweise römische Grabgärten)                                                                                           | BW                             |
| Denkmalzone Burgruine Waldeck         | Dorweiler, nordöstlich des Ortes Lage                      | erstes Viertel des 12. Jahrhunderts | Gründung im ersten Viertel des 12. Jahrhunderts, in den 1680er Jahren zerstört; zwei Burgteile mit Unterburg (darin Schlossruine, Kapelle, Rundturm, Bastion etc.) und Oberburg | weitere Bilder Fotos hochladen |

## Einzeldenkmäler
| Bezeichnung                                       | Lage                                                            | Baujahr                                       | Beschreibung | Bild                           |
| ------------------------------------------------- | --------------------------------------------------------------- | --------------------------------------------- | --- | ------------------------------ |
| Altes Pfarrhaus                                   | Dommershausen, An der Kirche 1 Lage                             | 1837                                          | ehemaliges Pfarrhaus, jetzt Piesmuseum; Bruchschieferbau, bezeichnet 1837 | Fotos hochladen                |
| Katholische Pfarrkirche St. Markus                | Dommershausen, An der Kirche 15 Lage                            | 1759                                          | Saalbau, bezeichnet 1759; bauliche Gesamtanlage mit Friedhof | weitere Bilder Fotos hochladen |
| Grabkreuze                                        | Dommershausen, An der Kirche, bei Nr. 15 auf dem Friedhof Lage  | 17. bis 19. Jahrhundert                       | sieben Grabkreuze, unter anderem von 1623, 1691, 1715, 1722, 1729; Missionskreuz, bezeichnet 1783 und 1860; Pfarrer-Grabplatte, bezeichnet 1737 | BW                             |
| Hofanlage                                         | Dommershausen, Hauptstraße 23 Lage                              | Ende des 17. oder Anfang des 18. Jahrhunderts | Hofanlage; Fachwerkhaus, teilweise massiv, Ende des 17. oder Anfang des 18. Jahrhunderts, Fachwerkscheune, bezeichnet 1894; bauliche Gesamtanlage | BW                             |
| Katholische Kirche St. Willibrord und St. Barbara | Dorweiler, An der Kapelle 9 Lage                                |                                               | Saalbau, im Kern gotisch, Chor 1733 | BW                             |
| Hofanlage                                         | Dorweiler, Dorweilerstraße 16 Lage                              | 1867                                          | Hofanlage; Fachwerkhaus, bezeichnet 1867, Scheune, Fachwerkhaus, teilweise massiv und verschiefert, bezeichnet 1858; bauliche Gesamtanlage | Fotos hochladen                |
| Wohnhaus                                          | Dorweiler, Gartenstraße 21 Lage                                 | frühes 18. Jahrhundert                        | Fachwerkhaus, frühes 18. Jahrhundert, Sandsteinmaske, 17. Jahrhundert | BW                             |
| Wegekreuz                                         | Dorweiler, südwestlich des Ortes am Weg nach Sabershausen Lage  | 1754                                          | Wegekreuz, Basalt, der Korpus eine volkstümliche Arbeit, bezeichnet 1754 | BW                             |
| Friedhofskreuz und Kriegerdenkmal                 | Dorweiler, südlich des Ortes an der L 205 auf dem Friedhof Lage | um 1700 bis 20. Jahrhundert                   | Friedhofskreuz, Basalt, am Sockel ein Totenkopf, bezeichnet 1709 und 1881; zweitverwendetes Basaltgrabkreuz, auf einen Grabstein montiert, bezeichnet 1696, Inschrift rückseitig „NIKOLAS MAIR“; Kriegerdenkmal, Basalt, am Sockel kniender Soldat, 20. Jahrhundert | BW                             |
| Filialkirche St. Vitus                            | Eveshausen, Dorfstraße 28 Lage                                  | 1763                                          | Saalbau, bezeichnet 1763; bauliche Gesamtanlage mit Friedhof | weitere Bilder Fotos hochladen |
| Grabkreuze                                        | Eveshausen, Dorfstraße, bei Nr. 28 auf dem Friedhof Lage        | 17. und 18. Jahrhundert                       | sechs Grabkreuze, unter anderem von 1604, 1702, 1713, 1783 | BW                             |
| Wegekreuz                                         | Eveshausen, südlich des Ortes an der L 205 Lage                 | 1718                                          | Wegekreuz, Basalt, bezeichnet 1718 | BW                             |
| Wegekreuz und Grabplatte                          | Sabershausen, Forsthausstraße, gegenüber Nr. 3/5 Lage           | 1790                                          | Wegekreuz, Basalt, bezeichnet 1790; Grabplatte, Basalt, bezeichnet 1790 | BW                             |
| Katholische Pfarrkirche St. Johannes der Täufer   | Sabershausen, Forsthausstraße, hinter Nr. 14 Lage               | 1867/68                                       | neugotischer Backsteinsaal mit Fassadenturm, 1867/68, Architekt Kreisbaumeister Jakob Neumann, Simmern, samt Kirchgarten; dort ehemaliger Taufstein, 18. Jahrhundert; bauliche Gesamtanlage                                                                         | BW                             |
| Friedhofskreuz                                    | Sabershausen, Friedhofstraße, auf dem Friedhof Lage             | 1843                                          | Friedhofskreuz, Basalt, bezeichnet 1843 | BW                             |
| Hofanlage                                         | Sabershausen, Hirtenstraße 2 Lage                               | 19. Jahrhundert                               | Streckhof; Fachwerkbau, teilweise massiv und verschiefert, 19. Jahrhundert, Bruchsteinscheune; bauliche Gesamtanlage | BW                             |
| Heilig-Kreuz-Kapelle                              | Sabershausen, Kapellenstraße Lage                               |                                               | Saalbau, teilweise Fachwerk | BW                             |
| Schulhaus                                         | Sabershausen, Stilweg 1 Lage                                    | 1844                                          | ehemalige Schule; Art des Johann Claudius von Lassaulx; Bruchsteinbau, bezeichnet 1844; Bruchsteinscheune; bauliche Gesamtanlage | BW                             |
| Sabelsmühle                                       | Sabershausen, südwestlich des Ortes Lage                        | 1848                                          | dreigeschossiger Mühlenbau, teilweise Bruchstein und teilweise verschiefertes Fachwerk, Stall, Scheune, 1848; bauliche Gesamtanlage mit Brücke | Fotos hochladen                |